# Карл Баркс
Карл Баркс (на английски: Carl Barks) е американски карикатурист, автор и художник, известен с работата си по комиксите на Дисни, като писател и художник на първите истории за Доналд Дък и като създател на Скрудж Макдък. Баркс работи анонимно до края на кариерата си. Наречен е от феновете Патешкия мъж (на английски: The Duck Man) и Добрия патешки артист (на английски: The Good Duck Artist). През 1987 г. Баркс е един от тримата стъпили на Залата на славата за комикси на Уил Айзнър.
Баркс работи за Дисни Студио и Уестърн Пъблишинг, където създава Дъкбург и много от неговите жители. Определен е от историка по анимация Леонард Малтин като "най-популярния и най-четения художник-писател в света". Уил Айзнър го нарича "Ханс Кристиан Андерсен на комиксите". Артистичният принос на Баркс е основен източник за анимационните адаптации Патешки истории и римейка им от 2017 г.

## Биография
Баркс е роден на 27 март 1901 г. близо до Мерил, Орегон, в семейството на Уилям Баркс и съпругата му Арминта Джонсън. Има по-голям брат на име Клайд. Неговите баба и дядо по бащина линия са Дейвид Баркс и съпругата му Рут Шрум. Бабата и дядото на Баркс по майчина линия са Карл Джонсън и съпругата му Сузана Маси. Баркс е потомък на Джейкъб Баркс, който идва в Мисури от Северна Каролина около 1800 г. Карл Баркс се жени три пъти и има две деца. Баркс умира на 99-годишна възраст на 25 август 2000 г.

### Детство
Според собствения му разказ в детството си Баркс е доста самотно дете. Родителите му притежават ферма. Най-близкият им съсед живее на половин миля, с когото не поддържат отношения. Най-близкото училище е на две мили от дома му, разстояние, което Баркс изминава всеки ден, за да посещава часовете. Малко деца живеят в селския район и той си спомня, че в училището му има не повече от десетина ученици. Той си спомня, че няма с кого да говори вкъщи, родителите му винаги са заети и той не споделя много с по-големия си брат.
През 1908 г. той се премества със семейството си в Мидланд, Орегон, където баща му създава нова ферма. Седемгодишният Карл и брат му, който е на девет, помагат на баща си в работата. Той си спомня, че тълпата, която среща в Мидланд, му прави силно впечатление, тъй като не е свикнал да вижда много хора в родния си град. Най-много вниманието му привличат каубоите с техните револвери, странни прякори и чувство за хумор.
През 1911 г. семейството се премества в Санта Роза, Калифорния, където се посвещават на отглеждането на зеленчуци, но тъй като това не върви много добре, бащата на Карл решава да се върне в Мерил през 1913 г. По това време Карл е на дванадесет години и поради преместване не завършва училище. След като възобновява занятията, той завършва обучението си през 1916 г.
1916 г. е повратна точка в живота на Карл Баркс поради няколко аспекта. Майка му умира същата година и проблемите му със слуха (които вече са открити) стават сериозни. Поради тази причина той трудно чува учителите си, тъй като няма слухов апарат, и решава да не продължава обучението си.

## Работа
Баркс упражнява няколко професии, в които не постига особен успех, докато не се замисля да превърне любимото си хоби в професия. Още от детството си той рисува върху всякакъв материал, който намира, и се опитва да подобри стила си, като копира рисунките на любимите си художници, публикувани във вестникарските комикси. На шестнадесет той е научил доста сам, но решава да вземе няколко урока задочно. Посещава само първите четири урока, тъй като работата не му оставя много свободно време, но самият той признава, че са му помогнали много да подобри стила си.
През 1923 г. се връща във фермата на баща си, за да работи в нея, но за кратко. Той успява да продаде някои от рисунките си на списание "Judge", с което започва дълготрайно сътрудничество до 1935 г., въпреки че той също продава работата си на други списания. По това време той редактира, пише сценарий и рисува повечето от хумористичните материали на списанието. Там той получава заплата, която се смята за добра за времето си, 90 долара на месец.
През ноември 1935 г., когато научава, че Уолт Дисни търси артисти за своята компания, Баркс решава да кандидатства. Той е избран и нает с основна заплата от 20 долара на седмица. Началото на работата му за Дисни Студио започва година по-късно с дебюта на Доналд Дък.
Той трябва да се премести в Лос Анджелис, Калифорния. Първоначално работата му е да следва инструкциите на аниматорите, като прави рисунки, които по-късно биват анимирани. През 1936 г. е преместен в друг отдел.
Разочарован от условията на работа в Дисни, той подава оставка през 1942 г. Малко преди да напусне, той работи върху комикс с Джак Хана ( „Доналд Дък намира пиратско злато“), история от 64 страници, публикувана за първи път през октомври 1942 г. Това е първата история за Доналд Дък, първоначално създадена за комикс, а също и първата, която включва Доналд и неговите племенници в търсене на съкровище, в този случай съкровище на Хенри Морган. По-късно Баркс използва тази тема в няколко от своите истории.
След като напуска Дисни, той намира работа в Уестърн Пъблишинг, където публикува гореспоменатата история. Баркс смята, че ще му бъде позволено да създава свои собствени герои, но веднага му е възложено да създаде комикси за Доналд Дък. Той настоява да пише сценария на историите, а също и рисунките. „Градината на победата“, комикс от 10 страници, публикуван за първи път през април 1943 г., е първият от 500 истории, които той създава за Уестърн Пъблишинг.
Баркс създава истории през следващите три десетилетия. Той заобиколя Доналд Дък с ексцентрични и колоритни персонажи, обитаващи Дъкбург.
Историите на Баркс са комични приключения с лек мрачен и разочароващ оттенък. Те не само намерат признание сред децата, но и много възрастни също са привлечени от тях.
Карл Баркс се пенсионира през 1966 г., но участва със сценарии в много от историите на Уестърн Пъблишинг.

## Преводи на български език
Част от историите на Карл Баркс са публикувани в списание Мики Маус от издателство „Егмонт България“.
От 2022 г. издателство „Егмонт“ започва да издава поредицата „Дъкбург“, съдържаща комиксите на Баркс в хронологичен ред.